# Tischtennis-Europameisterschaft 1960
Die 2. Tischtennis-Europameisterschaft fand vom 5. bis 12. April 1960 in Zagreb (Jugoslawien) statt.
Es waren Aktive aus 20 Ländern vertreten (BRD und DDR zählen als eine Nation). Alle sieben Titel wurden von Ungarn und Rumänien gewonnen. Rumänien war im Damendoppel und im Mixed erfolgreich, die restlichen Wettbewerbe gewann Ungarn. Zoltán Berczik und Éva Kóczián verteidigten den Titel im Einzel. Mehr erwartet hatten Experten von der sechsmaligen Weltmeisterin Angelica Rozeanu, die im Einzel das Endspiel nicht erreichte.
Deutschland und die DDR traten wieder mit getrennten Mannschaften an.

## Austragungsmodus Mannschaften
Es nahmen 19 Damen- und 21 Herrenmannschaften teil. Die Damen wurden in zwei Gruppen gelost, die beiden Gruppensieger bestritten das Endspiel. Ein Damenteam bestand aus zwei Spielerinnen. Gespielt wurde nach dem Corbillon-Cup-System, also zuerst zwei Einzel, dann ein Doppel und danach wieder maximal zwei Einzel.
Die Herren bildeten drei Gruppen. Die Gruppensieger spielten im Modus Jeder gegen Jeden um die Goldmedaille. Gespielt wurde mit Dreiermannschaften nach dem Swaythling-Cup-System, also ohne Doppel.

### Endstand der Gruppenspiele
|       | Herren   | Herren      | Herren       |
| Platz | Gruppe 1 | Gruppe 2    | Gruppe 3     |
| ----- | -------- | ----------- | ------------ |
| 1.    | Ungarn   | Schweden    | England      |
| 2.    | ČSSR     | Rumänien    | Jugoslawien  |
| 3.    | Polen    | DDR         | Deutschland  |
| 4.    | Belgien  | Dänemark    | Bulgarien    |
| 5.    | UdSSR    | Österreich  | Schweiz      |
| 6.    | Italien  | Niederlande | Frankreich   |
| 7.    | Wales    | Irland      | Griechenland |

|       | Damen        | Damen      |
| Platz | Gruppe 1     | Gruppe 2   |
| ----- | ------------ | ---------- |
| 1.    | Ungarn       | England    |
| 2.    | ČSSR         | Rumänien   |
| 3.    | UdSSR        | DDR        |
| 4.    | Deutschland  | Polen      |
| 5.    | Niederlande  | Bulgarien  |
| 6.    | Jugoslawien  | Schweden   |
| 7.    | Schweiz      | Frankreich |
| 8.    | Österreich   | Dänemark   |
| 9.    | Belgien      | Wales      |
| 10.   | Griechenland |            |

### Endspiele
In der Finalrunde der Herren gewann Ungarn mit 5:4 gegen die Schweden und mit 5:1 gegen England und holte somit den Titel. Schweden bezwang England mit 5:0 und wurde Zweiter. 
Bei den Damen gewann Ungarn das Endspiel gegen England mit 3:1.

## Abschneiden der Deutschen
Conny Freundorfer trat nur im Mannschafts-, Einzel- und Doppelwettbewerb an, nicht aber in der Mixeddisziplin, da er sich nach vorheriger Krankheit nicht ausreichend fit fühlte.

### Herrenmannschaft Deutschland
Das westdeutsche Team trat in Gruppe 3 an, wo es deutlich gegen Bulgarien, die Schweiz, Frankreich und Griechenland gewann und gegen die beiden Tabellenersten England und Jugoslawien jeweils mit 4:5 knapp verlor. Damit wurde die Mannschaft Dritter.

### Herrenmannschaft DDR
Die DDR gewann in Gruppe 2 gegen Dänemark, Niederlande und Irland. Dem gegenüber stehen Niederlagen gegen Schweden, Rumänien und Österreich. Dies bedeutete ebenfalls Platz drei.

### Damenmannschaft Deutschland
Die westdeutschen Damen verbuchten in Gruppe 1 fünf Siege, nämlich gegen Niederlande, Österreich, Schweiz, Belgien und Griechenland. Vier Spiele gingen verloren (Ungarn, ČSSR, UdSSR, Jugoslawien). Am Ende belegten sie den vierten Rang.

### Damenmannschaft DDR
Besser schnitten die DDR-Damen ab, die Platz drei erreichten. Sie verloren lediglich gegen die Erstplatzierten England und Rumänien. Dagegen gelangen ihnen sechs Siege über Bulgarien, Polen, Schweden, Frankreich, Dänemark und Wales.

### Herreneinzel Deutschland + DDR
Hans Wilhelm Gäb erkrankte im Anschluss an den Mannschaftswettbewerb und reiste daher vorzeitig ab.
Am erfolgreichsten war Conny Freundorfer, der das Halbfinale erreichte. Nach Freilos und Siegen über Almquist (Schweden), Lothar Pleuse (DDR), Jaroslav Staněk (ČSSR) und Hans Alsér (Schweden) wurde er von dem späteren Europameister Zoltán Berczik (Ungarn) bezwungen.
Dieter Köhler gelangte ins Viertelfinale. Nach einem Sieg über einen Jugoslawen setzte er sich gegen Tony Larsson (Schweden), Heinz Reimann (DDR) und Vladimír Miko (ČSSR) durch. Dann verlor er ebenfalls gegen Zoltán Berczik (Ungarn).
Josef Seiz scheiterte in der ersten Runde an Alguimantas Saunoris (UdSSR), Toni Breumair in Runde zwei an Georges Roland (Belgien).

### Dameneinzel Deutschland
Alle deutschen Damen scheiterten in der ersten Runde: Hannelore Schlaf an der späteren Europameisterin Éva Kóczián, Hilde Gröber an Katrin Best (England), Inge Müser an Maria Alexandru (Rumänien) und Jutta Kruse an Cornelis (Belgien). Kruse trat danach in der Trostrunde an. Hier siegte sie über Christa Bannach (DDR) und im Endspiel über Ingrid Hollmann (DDR).

### Herrendoppel DDR
Das DDR-Doppel Schneider/Pleuse gelangte ins Viertelfinale, wo es gegen die Belgier Walter Dugardin/Georges Roland verlor.

### Damendoppel Deutschland + DDR
Kruse/Müser verloren gegen Agnes Simon/Ursula Artz (Niederlande), Schlaf/Gröber gegen Lívia Mossóczy/Georgita Pitica (Ungarn/Rumänien).

### Mixed Deutschland + DDR
Reimann/Kunz erreichten das Viertelfinale, nachdem sie Freundorfer/Kruse ausgeschaltet hatten. Diese hatten zuvor gegen Ludvík Vyhnanovský/Eva Kroupová (ČSSR) gewonnen hatten.

## ETTU-Kongress
Parallel zu EM trafen sich die verantwortlichen Funktionäre zum ETTU-Kongress.
- Josef Vandurek (ČSSR) wurde zum Präsidenten, Jupp Schlaf (BRD) zum Vizepräsidenten gewählt. Sekretär wurde Nancy Evans.
- Der verstorbene erste Präsident Jean Bélot wurde zum ETTU-Ehrenmitglied ernannt.
- Tischtennisschläger mit reflektierenden Belägen wurden ab der nachfolgenden Saison verboten.
- Für die nächste EM 1962 wurde Schweden als Gastgeber beauftragt. Diese Entscheidung wurde später zugunsten Deutschlands geändert.
- Der Deutsche Tischtennis-Bund DTTB regte an, einen Europapokal für Vereinsmannschaften einzuführen. Jupp Schlaf in seiner Funktion als Vizepräsident erhielt den Auftrag, entsprechende Richtlinien zu entwickeln.

## Wissenswertes
- Agnes Simon wurde von den Niederlanden nominiert. Sie erhielt aber erst die Spielberechtigung, als die Niederländerinnen bereits drei Mannschaftskämpfe hinter sich hatten. So kam sie gegen Deutschland nicht zum Einsatz.[3]
- Das Spiel Freundorfer gegen Alsér (Schweden) im Herreneinzel wurde von einer Jury bestehend aus Victor Barna, Žarko Dolinar und anderen als das schönste Spiel der EM bezeichnet.[4]
- Die Mannschaft Griechenlands verlor alle Kämpfe mit 5:0.

## Ergebnisse
| Wettbewerb        | Rang                                                                                        | Sieger                                                              |
| ----------------- | ------------------------------------------------------------------------------------------- | ------------------------------------------------------------------- |
| Mannschaft Herren | 1.                                                                                          | Ungarn (Zoltán Berczik, Laszlo Földy, Ferenc Sidó)                  |
| Mannschaft Herren | 2.                                                                                          | Schweden (Hans Alsér, Toni Borg, Tony Larsson, Stellan Bengtsson 1) |
| Mannschaft Herren | 3.                                                                                          | England (Bryan Merrett, Ian Harrison, Derek Burridge)               |
| Mannschaft Herren | Deutschland (Conny Freundorfer, Toni Breumair, Hans Wilhelm Gäb, Dieter Köhler, Josef Seiz) |                                                                     |
| Mannschaft Herren | DDR (Heinz Schneider, Lothar Pleuse, Siegfried Lemke)                                       |                                                                     |
| Mannschaft Damen  | 1.                                                                                          | Ungarn (Éva Kóczián, Sárolta Máthé, Lívia Mossóczy, Gizella Lantos) |
| Mannschaft Damen  | 2.                                                                                          | England (Diane Rowe, Kathleen Thompson)                             |
| Mannschaft Damen  | Deutschland (Hannelore Schlaf, Jutta Kruse, Inge Müser, Hilde Gröber)                       |                                                                     |
| Mannschaft Damen  | DDR (Christa Bannach, Sigrun Kunz, Liane Knappe, Ingrid Hollmann)                           |                                                                     |
| Herren Einzel     | 1.                                                                                          | Zoltán Berczik (Ungarn)                                             |
| Herren Einzel     | 2.                                                                                          | Radu Negulescu (Rumänien)                                           |
| Herren Einzel     | 3.                                                                                          | Conny Freundorfer (Deutschland)                                     |
| Herren Einzel     | 3.                                                                                          | Laszlo Földy (Ungarn)                                               |
| Damen Einzel      | 1.                                                                                          | Éva Kóczián (Ungarn)                                                |
| Damen Einzel      | 2.                                                                                          | Ilona Kerekes (Ungarn)                                              |
| Damen Einzel      | 3.                                                                                          | Sárolta Máthé (Ungarn)                                              |
| Damen Einzel      | 3.                                                                                          | Diane Rowe (England)                                                |
| Herren Doppel     | 1.                                                                                          | Zoltán Berczik/Ferenc Sidó (HUN)                                    |
| Herren Doppel     | 2.                                                                                          | Algimantas Saunoris/Rimas Paškevičius (UdSSR)                       |
| Herren Doppel     | 3.                                                                                          | Tony Larsson/Josip Vogrinc (Schweden/Jugoslawien)                   |
| Herren Doppel     | 3.                                                                                          | Walter Dugardin/Georges Roland (Belgien)                            |
| Damen Doppel      | 1.                                                                                          | Angelica Rozeanu/Maria Alexandru (Rumänien)                         |
| Damen Doppel      | 2.                                                                                          | Éva Kóczián/Sárolta Máthé (Ungarn)                                  |
| Damen Doppel      | 3.                                                                                          | Gizella Lantos/Ilona Kerekes (Ungarn)                               |
| Damen Doppel      | 3.                                                                                          | D. Collins/Kathleen Thompson (England)                              |
| Mixed             | 1.                                                                                          | Gheorghe Cobirzan/Maria Alexandru (Rumänien)                        |
| Mixed             | 2.                                                                                          | Radu Negulescu/Angelica Rozeanu (Rumänien)                          |
| Mixed             | 3.                                                                                          | T. Covaci/Georgita Pitica (Rumänien)                                |
| Mixed             | 3.                                                                                          | Zoltan Bubonyi/Sárolta Máthé (Ungarn)                               |